# Богородична црква у Дрездену
51° 03′ 07″ С; 13° 44′ 30″ И / 51.05188° С; 13.74153° И
Богородична црква у Дрездену или Фрауенкирхе је протестантска барокна црква, коју је архитекта Георг Бер започео 1726, док је изградња завршена после његове смрти, 1743. Сматра се једном од најлепших еванђелистичких цркава у Немачкој.

## Историја
Беров пројекат је олтар, предикаоницу и крстионицу стављао у центар видног поља верника у цркви, у складу са протестантским начелима. Најзначајнија карактеристика цркве је њена необична купола, висине 96 метара и тежине 12.000 тона, која има популарни назив „Камено звоно“. Начињена је од кречњака и ослања се на осам витких носача. Временом се показала изузетно стабилном. Сведочанства из 1760. говоре о томе као је у време Седмогодишњег рата издржала удар више од 100 топовских ђулади. 
Познати мајстор за израду оргуља Готфрид Зилберман је 1736. израдио оргуље за ову цркву. Првог децембра исте године на њима је рецитал одржао Јохан Себастијан Бах. 
Црква је Дрездену дала карактеристичну силуету, која је била омиљени мотив уметника Бернарда Белота. 

### Рушење 1945.
У бомбардовању 13. до 15. фебруара 1945. град Дрезден су готово сасвим уништили британски (RAF) и амерички (USAAF) бомбардери. Дана 15. фебруара, од ефеката топлоте изазване запаљивим бомбама, црква се срушила. Од ње није остало много више од гомиле рушевина. Оне су остављене као споменик у знак сећања на страхоте рата.

### Реконструкција
Након немачког уједињења 1990. ситуација се променила. Неки грађани Дрездена "Gesellschaft Historischer Neumarkt Dresden e.V."су 1989. позвали на реконструкцију цркве. Тај апел је поновљен 1990. на 45 годишњицу бомбардовања града. 
Иницијативу за поновну изградњу је предводио дрезденски музичар Лудвиг Гитлер, који је 1990. окупио одбор од 14 чланова. Ово удружење је до 1991. нарасло на 5000 чланова у 20 земаља. 
Пројекат реконструкције се финансирао добротворним концертима, изложбама, донацијама и субвенцијама фондацији за обнову (Stiftung Frauenkirche Dresden) под покровитељством немачке савезне државе Саксоније и Протестантске цркве. Трошкови реконструкције су процењени на 125 милиона евра. 
Рушевине су рашчишћене маја 1994. Свод крипте је реконструисан 1996. Поновна изградња је трајала до 2002. 
Црква је реконструисана идентично претходном изгледу. Сви сачувани делови су поново искоришћени, док су уништени делови реконструисани, укључујући звона и крст на врху. Реконструкцију крста су финансирали Британци у знак помирења. У унуташњости, црквене оргуље нису реплика старих, већ су модренијег типа на коме може да се изводи музика 19. и 20. века. Фреске су рестауриране користећи старе документе и сећања сведока. 
- Богородична црква, 1991
- Богородична црква, 2000
- Богородична црква, 2003
- Богородична црква, 2006

Црка је поново освећена 30. октобра 2005. Потпуно је оторена за јавност 2006. на 800 годишњицу града.